# 滏陽河
滏陽河（ふようが、ふようか、簡体字: 滏阳河, 拼音: Fŭyáng hé）は、中華人民共和国の河北省南部から中部を流れる河川のひとつで、海河水系の西南の支流に属する。
邯鄲市峰峰鉱区にある太行山脈の山・滏山（ふざん）の南麓に発する。源流域には元宝泉、黒龍洞泉、広盛泉など72ヶ所の泉が湧き出しており、これらの水が合流して滏陽河となっている。邯鄲市、邢台市、衡水市と河北省南部を縦断し、滄州市の献県で、山西省の五台山北部から流れる滹沱河（こだか）と合流し子牙河（しがが）となる。全長は403kmで、うち邯鄲市域（峰峰鉱区、磁県、邯鄲県、邯鄲市区、永年区、曲周県、鶏沢県）を流れる部分の延長は169.8kmになる。
かつて滏陽河は水量が多く、邯鄲から天津市や北京市などへ向かう水上交通の重要な幹線であった。1950年代中期までは邯鄲と天津の間を小型貨物船も往復していた。しかし、上流での工業用水や農業用水の需要が急増し、取水量が増えたため川の水量が減少してしまった。現在では川幅も狭くなり、雨の多い季節以外は流れが途切れて涸れ川になる「断流」も起こり、水上交通路としての機能は果たしていない。

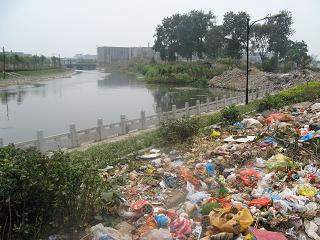
滏陽河沿岸のゴミ捨て場

また工業廃水や生活排水が未処理のまま川に流れるため、滏陽河は非常に汚染されている。大部分の地域では重度に汚染され（「V類水質基準」を超えている）、飲用・漁業・養殖・灌漑には適さない。水も往々にして茶色や黒色に染まり、川沿いでは悪臭に悩まされている。